# Col Milner
Le col Milner, en anglais Milner Pass, est un col de montagne à 3 279 m d'altitude dans les montagnes Rocheuses, dans le Nord du Colorado aux États-Unis. Il est situé sur la ligne de partage des eaux, dans le Front Range, au sein du parc national de Rocky Mountain, sur la frontière entre le comté de Larimer et le comté de Grand.
Le col est franchi par l'U.S. Route 34 au Colorado (en), aussi connue sous le nom de Trail Ridge Road allant d'Estes Park à Granby. Le col n'est toutefois pas le point le plus haut de la Trail Ridge Road, qui culmine à 3 713 m à l'est du col au sein du parc national de Rocky Mountain.
Comme le reste de la Trail Ridge Road, le col est en généralement fermé en hiver dès les premières chutes importantes de neige, habituellement en octobre et jusqu'à la réouverture de la route pour le Memorial Day, fin mai. Le col sépare les sources de la rivière Cache la Poudre, qui émerge du lac Poudre juste à l'est du col et plusieurs petits cours d'eau près de la source du fleuve Colorado vers l'ouest. La route près du col donne une vue panoramique vers les montagnes Never Summer à l'ouest.